# 印紋真寄居蟹
印紋真寄居蟹（学名：Dardanus impressus）为活額寄居蟹科真寄居蟹屬下的一个种。